# Lennart Atterwall
Lennart Folke Alfons Atterwall (ur. 26 marca 1911 w Perstorp, zm. 23 kwietnia 2001 w Sjöbo) – szwedzki lekkoatleta, który specjalizował się w rzucie oszczepem.
Uczestnik igrzysk olimpijskich w Berlinie w 1936, gdzie zajął 4. miejsce. Mistrz Europy z 1946 (zwyciężył wynikiem 68,74 m). Rekord życiowy: 75,10 (1937).